# Sportcomplex Varkenoord
Le Sportcomplex Varkenoord est un complexe sportif constitué de plusieurs stades et terrains sportifs principalement destinés au football, mais aussi à l'athlétisme, baseball, football américain et hockey sur gazon, situé sur l'ancien polder de Varkenoord à Rotterdam, à côté du Stade Feijenoord.
Les résidents de ces terrains sont les équipes réserves et jeunes du Feyenoord Rotterdam, ainsi que son club amateur du Sportclub Feyenoord, les clubs de football du FC IJsselmonde et du RV & AV Overmaas, les Trojans de Rotterdam, le HC Feijenoord et le Rotterdam Atletiek.

## Histoire

### Débuts
À partir du début des années 1940 le complexe sportif est aménagé selon un projet visant à y établir jusqu'à 18 terrains sportifs.
Plusieurs clubs établissent alors domicile sur le polder. L'un des premiers arrivants est Overmaas qui s'installe à Varkenoord en 1940. Overmaas utilisait jusqu'alors régulièrement le Kromme Zandweg de Feyenoord, y ayant notamment disputé la saison 1934-1935 comptant pour le championnat des Pays-Bas, et déménage à Varkenoord lorsque son bail locatif avec Feyenoord prend fin. DHZ s'y installe quant à lui en 1941 et inaugure son installation la même année.

### Emménagement de Feyenoord
Au début des années 1950 le Kromme Zandweg doit être détruit en raison de plans d'urbanisme et de réaménagement des quartiers sud de Rotterdam. Feyenoord quitte alors définitivement ses anciens terrains et emménage à Varkenoord à partir du 1er septembre 1949, devenant ainsi locataire de la Stichting Varkenoord qui gère les lieux. Feyenoord obtient 5 terrains mais des travaux sont nécessaires pendant plusieurs semaines pour les aménager, ce qui oblige les équipes de Feyenoord à effectuer essentiellement des matchs à l'extérieur pendant ce laps de temps.
En 1956 deux maisons y sont construites pour loger des employés ainsi que certains entraîneurs de Feyenoord. Elles sont surnommées les Witte huisjes (« maisonnettes blanches ») et ont servi à loger Adriaan Koonings ou Georges Sobotka.
Dans les années 1960, jusqu'à 4 000 personnes viennent assister aux matchs des équipes jeunes de Feyenoord.
En 1978, la section amateur de Feyenoord doit se séparer de l'entité professionnelle. Ce nouveau club prend le nom de Sportclub Feyenoord mais continue à utiliser Varkenoord et à loger ses employés dans les maisons du complexe,.
Jusqu'en 2009, l'équipe première de Feyenoord s'entraîne sur les terrains qui juxtaposent le Stade Feijenoord. Lors du remplacement du dernier de ces terrains par un parking sur décision de la ville de Rotterdam, l'équipe première vient s'entraîner à Varkenoord.

### Réaménagement des années 2010
En 2017, les trois clubs amateurs de DHZ, SV Lombardijen et Maasstad Tediro fusionnent pour former le FC IJsselmonde. Le nouveau club s'installe dans de nouveaux installations bâties pour l'occasion. Ces installation prennent le nom de Sportcomplex Olympia.
Feyenoord détruit ses anciennes installations et érige un nouveau bâtiment pour le club amateur et son académie jeune en 2019. Cette installation plus moderne est située sur l'ancien terrain de DHZ, au sud des anciennes installations, et prend le nom de Nieuw Varkenoord. L'équipe première quant à elle part s'installer dans un nouveau complexe d'entraînement construit en dehors de Varkenoord.

## Sports pratiqués
Si le football est le sport principal pratiqué sur ce complexe, d'autres sports y sont régulièrement pratiqués.
Le baseball et le softball y ont été par exemple pratiqué un temps, notamment via la section baseball de Feyenoord, qui devient ensuite un club indépendant, le HSV Feyenoord,.
Une subdivision du complexe, appelée Sportcomplex Olympia, accueille les clubs de football indépendants de Feyenoord ainsi que les autres sports pratiqués sur le complexe, à l'instar de l'équipe de football américain des Trojans de Rotterdam ou de l'équipe de hockey sur gazon du HC Feijenoord. L'athlétisme y est aussi pratiqué par l'intermédiaire du club Rotterdam Atletiek.